# Mohamed Awad (football, 1994)
Pour les articles homonymes, voir Mohamed Awad.
Mohamed Abdulahi Awad (en Somali: Maxamed Cabdullaahi Cawad), né le 7 mai 1994 à Hamilton en Nouvelle-Zélande est un footballeur international somalien évoluant au poste d'ailler droit au Sliema Wanderers en Premier League maltaise.

## Biographie

### Vie personnelle
Né en Nouvelle-Zélande de parents Somalien, Awad opte pour l’équipe de Somalie.

### Carrière en club
Awad commence sa carrière senior au club du Waikato en Nouvelle-Zélande après une période avec les équipes de jeunes. Awad signe pour les Western Suburbs en 2013. En 2014, il part pour les États-Unis, jouant au football universitaire pour St. John's Red Storm. Entre 2015 et 2017, Awad joue au football universitaire au SIU Edwardsville Cougars et au football pour le club australien Inglewood United.
En 2018, Awad est retourne en Nouvelle-Zélande, signant au Eastern Suburbs. Awad joue 22 rencontres en championnat, marquant trois fois, au cours de ses deux saisons au club, remportant le championnat de Nouvelle-Zélande 2018-2019. En 2020, Awad signe pour Auckland City.
En août 2022, il signe au Sliema Wanderers.

### Carrière internationale
En juin 2021, Awad fait ses débuts en équipe de Somalie lors d’une défaite 1 à 0 en match amical face au Djibouti.

## Palmarès

### En club
| Eastern Suburbs (1)                        | Sliema Wanderers (1)                       | Somalie |
| ------------------------------------------ | ------------------------------------------ | ------- |
| - National League (1) : - Champion : 2019. | - Coupe de Malte (1) : - Vainqueur : 2024. |         |